# Stanisław Ryłko
Stanisław Marian Ryłko, född 4 juli 1945 i Andrychów, Polen, är en polsk kardinal och ärkebiskop emeritus. Han var 2016–2025 ärkepräst av Santa Maria Maggiore.

## Biografi
Stanisław Ryłko studerade vid Påvliga teologiska fakulteten i Kraków, där han avlade licentiatexamen i moralteologi. Senare läste han vid Gregoriana och avlade därstädes doktorsexamen. Ryłko prästvigdes av kardinal Karol Wojtyła i Wawelkatedralen den 30 mars 1969. 
År 1995 utnämndes Ryłko till titulärbiskop av Novica och vigdes av påve Johannes Paulus II i Peterskyrkan den 6 januari påföljande år. Påven assisterades vid detta tillfälle av Giovanni Battista Re och Jorge María Mejía. År 2003 blev Ryłko ordförande för Påvliga rådet för lekmännen och upphöjdes till ärkebiskop. 
År 2007 utsåg påve Benedikt XVI Ryłko till kardinaldiakon med Sacro Cuore di Cristo Re som titeldiakonia. Ryłko deltog i konklaven 2013, vilken valde Franciskus till ny påve. I december 2016 utsågs Ryłko till ärkepräst av Santa Maria Maggiore.